# Dysauxes inops
Dysauxes inops är en fjärilsart som beskrevs av Franz Dannehl 1928. Dysauxes inops ingår i släktet Dysauxes och familjen björnspinnare. Inga underarter finns listade i Catalogue of Life.